# Pankorn Atirattana
Pankorn Atirattana (thailändisch พันกร เอติรัตนะ; * 7. September 2006) ist ein thailändischer Fußballspieler.

## Karriere
Pankorn Atirattana erlernte das Fußballspielen in der Jugendmannschaft des Rayong FC. Die erste Mannschaft spielt in der zweiten thailändischen Liga. Sein Zweitligadebüt für den Verein aus Rayong gab der 16-jährige als Jugendspieler am 12. August 2023 (1. Spieltag) im Heimspiel gegen den Erstligaabsteiger Lampang FC. Bei dem 1:0-Erfolg wurde er in der 87. Minute für den Burmesen Lwin Moe Aung eingewechselt. Die Saison 2023/24 wurde er mit Rayong Tabellendritter und qualifizierte sich somit für die Aufstiegsspiele zur ersten Liga. Hier konnte man sich gegen den Nakhon Si United FC durchsetzen und stieg in die erste Liga auf.